# Зволинский, Павел Александрович
Павел Александрович (Войцехович) Зволинский (1806—1891) — генерал-лейтенант в отставке русской императорской армии.

## Биография
Родился 29 июня (11 июля) 1806 года. Происходил из дворян Волынской губернии. В службу вступил прапорщиком 18 мая 1825 года; полковник с 1840 года. С 18 марта 1843 по 3 апреля 1849 года командовал 24-м Симбирским пехотным полком; в 1843 году награждён орденом Св. Владимира 4-й степени.
До 30 августа 1863 года, когда был произведён в генерал-майоры, командовал 32-м Кременчугским пехотным полком. Затем был помощником начальника 1-й гренадерской дивизии, командиром 2-й бригады.
В 1865 году награждён орденом Св. Владимира 3-й ст., в 1867 году — орденом Св. Станислава 1-й ст., в 1870 году — орденом Св. Анны 1-й ст. (с императорской короной к ордену в 1872). Также имел прусский орден Красного орла 3-й ст. (1860).
Вышел в отставку с производством в генерал-лейтенанты 30 августа 1874 года.
Умер 10 (22) января 1891 года. Похоронен на Введенском кладбище; могила утрачена.

## Семья
Жена — Мария Бурхмейстер (нем. Burhmeister; 22.06.1823—03.07.1866). Их дети: Николай (1844—?), Александр-Виктор (1846—1880).